# Arthur Rennert
Arthur Rennert, né le 12 décembre 1904 à Cracovie et mort le 18 juillet 1983 à Lainsecq où il était installé depuis 1949, est un artiste peintre et graveur français, d'origine polonaise.

## Études et formation
Arthur Rennert nait à Cracovie en 1904, alors partie de l'Empire austro-hongrois, dans une famille juive aisée. Il suit des études supérieures au lycée tout en commençant à étudier le dessin et la peinture  l'Académie de Cracovie. Après la fin de la guerre, il suit sa famille à Vienne. Il part pour voyager et étudier, notamment à l'Académie de Düsseldorf, puis revient en 1925 à Vienne où il suit les cours de l'Institut des arts graphiques. À partir de 1927, il s'installe en France, à Paris, et étudie notamment à l'Académie Amédée Ozenfant, puis à l'Académie André Lhote. Il poursuit sa formation itinérante par des séjours à Bruxelles, Anvers et Florence.

## Œuvres

### La grève de Strasbourg
Série de 3 toiles monumentales d'après d'une grève à Strasbourg (1933), réalisées en 1933, 1959, 1969.

### Œuvres sur papier
- Paris en demi-teinte, Eaux-fortes, 1959
- La peur, poèmes de Josette Lépine, eaux-fortes, 1973
- Portrait de l'oiseau qui n'existe pas, Claude Aveline, pochoirs, 1979
- Violons, poèmes de Jacques Gaucheron, lithographies, 1980
- Flamme, poèmes de Armand Monjo, lithographie, 1982